# II Возничего
II Возничего (лат. II Aurigae) — двойная затменная переменная звезда типа Беты Лиры (EB:) в созвездии Возничего на расстоянии приблизительно 5934 световых лет (около 1820 парсеков) от Солнца. Видимая звёздная величина звезды — от +16,2m до +14,7m. Орбитальный период — около 0,9189 суток (22,054 часов).

## Характеристики
Первый компонент — жёлтая звезда спектрального класса G. Радиус — около 2,14 солнечных, светимость — около 3,75 солнечных. Эффективная температура — около 5485 К.
Второй компонент — жёлтая звезда спектрального класса G.